# Catalogue
Catalogue es un álbum recopilatorio de los sencillos del grupo británico Moloko, lanzado en el año 2006. Este álbum cuenta con dos CD, el segundo es de una presentación en vivo en la Academia de Brixton, en el año 2003. La versión estadounidense no incluye el CD 2. También incluye un tema inédito llamado Bankrupt Emotionally.

## CD 1
1. "The Time Is Now" (Radio Edit)
2. "Sing It Back" (Boris Musical Mix Edit)
3. "Fun for Me" (Radio Edit)
4. "Familiar Feeling" (Radio Edit)
5. "Pure Pleasure Seeker"
6. "Cannot Contain This" (Radio Edit)
7. "Bankrupt Emotionally"
8. "Day For Night" (Radio Edit)
9. "Indigo" (Radio Edit)
10. "The Flipside" (Radio Edit)
11. "Where is the What if the What is in Why?"
12. "Forever More"
13. "Statues"

## CD 2
1. "Familiar Feeling" (En vivo)
2. "Absent Minded Friends" (En vivo)
3. "Day for Night" (En vivo)
4. "Fun for Me" (En vivo)
5. "Where is the What if the What is in Why?" (En vivo)
6. "Cannot Contain This" (En vivo)
7. "Pure Pleasure Seeker" (En vivo))
8. "The Time Is Now" (En vivo)
9. "Forever More" (En vivo)
10. "Sing It Back" (En vivo)
11. "Indigo" (En vivo)

- Datos: Q5051319